# Gippinger Grien
Das Gippinger Grien ist ein Naturschutzgebiet im Kanton Aargau. Es zählt zu den schweizerischen Auenlandschaften von nationaler Bedeutung und liegt im grösseren Schutzgebiet Aarelandschaft bei Klingnau, das im Bundesinventar der Landschaften und Naturdenkmäler von nationaler Bedeutung verzeichnet ist. Das Gippinger Grien bildet einen Teil des Auenschutzparks Aargau. 

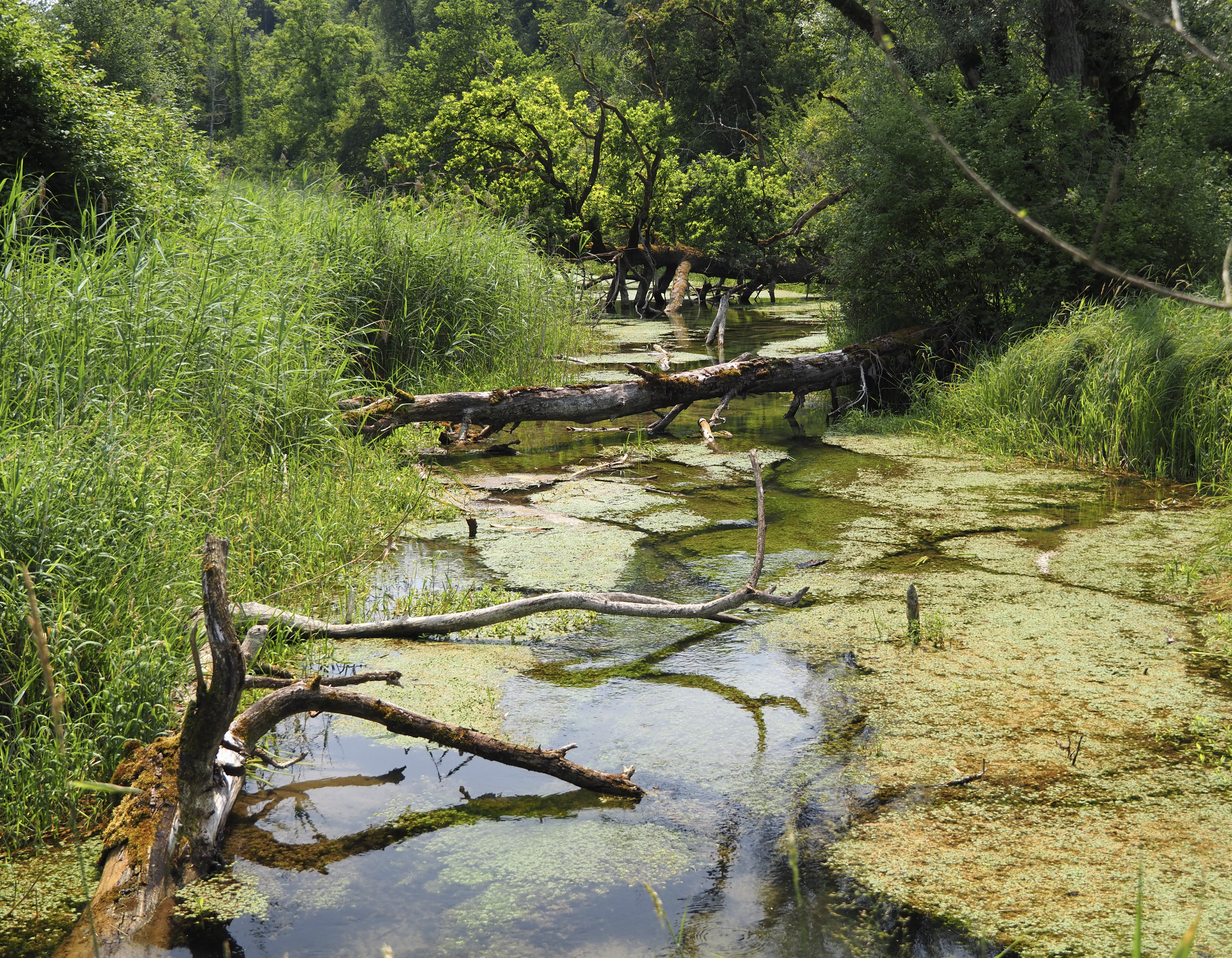
Gewässer im Naturschutzgebiet

Das im Jahr 1994 ausgewiesene Schutzgebiet liegt bei der Ortschaft Gippingen in der Gemeinde Leuggern. Das Areal mit einer Fläche von etwa 39 Hektaren bildet den Rest der einst viel grösseren Auenlandschaft am Unterlauf der Aare westlich von Klingnau. Mitten in der ausgedehnten Ebene, die zahlreiche offene Kiesflächen, in der Mundart Grien genannt, aufwies, entstand um 1931 der Klingnauer Stausee mit dem Kraftwerk Klingnau. Ausserhalb des linken Seitendamms des Stausees und unterhalb des Kraftwerks entwickelte sich im Rest der ehemaligen Auenlandschaft mit einem abgeschnittenen Seitenarm der Aare eine ungenutzte Landschaft mit Wasserläufen und Urwald. Sie ist mit dem Naturschutzgebiet Fischergrien-Werd im Süden des Stausees vergleichbar.
Im Nordteil des Gippinger Griens, das mit einem Relikt der ehemaligen Uferverbauung teilweise vom Unterwasser des Kraftwerks getrennt ist, liegen offene Wasserflächen mit Schilfbestand. Grundwasseraufstösse speisen stellenweise die Seitengewässer. Um 2000 liess der Kanton Aargau die teilweise verlandeten Wasserflächen wieder öffnen und ausweiten.
Im Süden weist das Naturschutzgebiet Riedflächen, Wald und vereinzelte Gewässer auf. Dieser Abschnitt mit einer Fläche von rund 20 Hektaren ist seit dem Jahr 2006 als Aargauer Naturwaldreservat geschützt. Der Wald wird teilweise noch bewirtschaftet.
Das Gippinger Grien bildet einen mit der Aare zusammenhängenden Lebensraum für Wasservögel, Amphibien, Fische, Insekten und den Biber. Die Auenlandschaft mit ihren unterschiedlichen Landschaftsabschnitten weist eine vielfältige Vegetation auf. Das Vorkommen der Wasserfeder Hottonia palustris gilt in der Schweiz als grosse Seltenheit.
Die südliche Begrenzung des Naturschutzgebiets liegt am Rand der Siedlung Gippingen. Teilweise im Naturschutzgebiet befindet sich die Anlage der regionalen Abwasserreinigungsanlage. In deren unmittelbarer Nähe fliesst der Leuggernbach in das Naturschutzgebiet und die Aare. Östlich von Gippingen mündet der kurze linksseitige Binnenkanal neben dem Damm in den Leuggernbach.